# Кралски замък в Говоне
Кралският замък в Говоне (на италиански: Castello Reale di Govone) e замък в община Говоне в Пиемонт, Северна Италия.
Той е резиденция на Савойската династия от 1792 до 1870 г. От 1997 г. е една от сградите в обекта Савойски кралски резиденции, вписан в Списъка на световното културно и природно наследство на ЮНЕСКО. 
Към 2022 г. се използва за кметство.

## История
На мястото, където се намира замъкът, на върха на хълма, още през Средновековието има крепостен замък. Той е споменат в акт за продажба от 989 г. Със сигурност по онова време е средновековен замък с бастиони и ъглови кули, типични за крепостите на Монферат.
Днешната постройка от 17 век е дело на графовете Соларо / Солари – господари на Говоне от края на 13 век. Замъкът е възстановен по желание на граф Роберто Соларо, велик приор на Приората на Малтийските рицари и на неговия племенник Отавио Франческо Соларо, на когото архитектът Гуарино Гуарини (1624-1683) посвещава проекта за реконструкция на самия замък. Архитектът подготвя някои чертежи, но не завършва проекта.
Изпълнението на работата е продължено от наследниците, включително от граф Джузепе Роберто Соларо, на когото се дължи намесата на архитект Бенедето Алфиери (1700-1767) – ученик на Филипо Ювара (1678-1736) по северната фасада на замъка,  започвайки от чертежите на Гуарини.
Замъкът е особено известен с престоя през 1730 г. на Жан-Жак Русо, току-що постъпил на служба при граф Отавио Соларо.
През 1792 г. със смъртта на граф Амедео Лодовико Соларо, който няма преки потомци, замъкът и активите преминават към държавата. По-късно той е купен от Виктор-Амадей III – крал на Сардиния в полза на синовете му Карл Феликс – херцог на Женева и Джузепе Бенедето Плачидо – граф на Мориен.
След поражението на пиемонтците от френските войски замъкът е конфискуван от френската нация, страдайки от последствията от неизбежното изоставяне. През 1810 г., с Наполеонов декрет, той е продаден на търг и след това е купен, за да се предотврати пълното му разрушаване, от граф Теобалдо Алфиери ди Состеньо. През 1816 г. графът го продава на принц Карл Феликс Савойски, който по този начин възобновява притежанието на имението.
През 1819 г. Карл Феликс участва активно в реставрацията и модернизацията на замъка, чиито работи са ръководени от архитектите Джузепе Кардоне и Микеле Борда. Особено внимание е отделено на декорацията на Централната зала, поверена на художника Луиджи Вака, който се възползва от сътрудничеството на Фабрицио Севеси за рисунките на архитектурните части и декорациите по стените и свода. Украсата на залите за аудиенции на кралските апартаменти също е поверена на Вака, докато стенописите на приземния етаж и останалите зали са дело на Карло Пагани и Андреа Пиаца. Четири зали запазват стените, покрити с изискани китайски гоблени. След завършване на работите по модернизацията Карл Феликс установява своята лятна резиденция в Говоне, изпълнявайки своите кралски функции там, с приемането на суверени, държавни глави и известни личности. 
След смъртта му през 1831 г. замъкът преминава у вдовицата Мария Кристина, която от своя страна го завещава на Фердинанд Савойски, херцог на Генуа. През 1897 г. Общинската управа купува замъка, като обзавеждането и предметите му се предлагат на търг.
От 2007 г. той е част от веригата от 8 замъка, по-известна като Castelli Doc. Мрежата от замъци включва именията в Гринцане Кавур, Бароло, Сералунга д'Алба, Говоне, Маляно Алфиери, Роди, Манго и Беневело. Той също така е включен във веригата „Отворени замъци“ (Castelli Aperti) на Долен Пиемонт.

## Интериор и екстериор
От върха на хълма замъкът доминира над цялото село Говоне и над широката долина на река Танаро. Грандиозната тухлена сграда е украсена с изискана елегантност. Сградата се състои от два основни етажа и долен трети етаж, свързани помежду им с елегантни стълбища и служебни стълбища. Фасадата е богата на декорации и скулптури и е оградена от две червени тухлени предни части, обърнати на юг. Голямото стълбище се състои от четири мраморни полета, оградени от балюстрадни парапети и украсени с мощни теламони и барелефи от Кралския дворец във Венария Реале. 
Някои зали са украсени със скъпоценни китайски тапети. Балната зала е изрисувана със сцени, възпроизвеждащи митологичния епизод на Ниоба от Луиджи Вака и Фабрицио Севеси. Стенописите в голямата Централна зала са от същите художници, които, използвайки техниката тромп-л'ьой, симулират присъствието на статуи.
Цялата сграда е оградена от север и запад от голям английски парк, а от изток от висяща градина, пълна с цветни лехи, фонтани и дървета.